# Peugeot-Croizat
S.A. Italiana per la fabbricazione di automobili Peugeot-Croizat war ein italienischer Hersteller von Automobilen.

## Unternehmensgeschichte
Vittorio Croizat betrieb eine Werkstatt in Turin. Er vertrieb Fahrräder von Rambler und Automobile von Oldsmobile, ab 1904 auch Autos von Peugeot. Am 27. Dezember 1905 gründete er das Unternehmen S.A. Brevetti Automobili Peugeot zur Produktion von Automobilen. Der Markenname lautete Peugeot-Croizat. Bereits drei Monate später erfolgte eine Umbenennung in S.A. Italiana per la fabbricazione di automobili Peugeot-Croizat. Präsident der Aktiengesellschaft war Giovanni Goria Gatti. Im November 1907 wurde das Unternehmen liquidiert. Officine Meccaniche Torinese übernahm die Produktion.

## Fahrzeuge
Das Unternehmen fertigte Fahrzeuge von Peugeot in Lizenz. Das kleinste Modell war der 6 HP, der weitgehend dem Peugeot Typ 69 entsprach. Allerdings wurde der Hubraum des Einzylindermotors auf 695 cm³ erhöht. Daneben gab es den 12/16 HP, der auf dem Peugeot Typ 71 basierte. Der Vierzylindermotor hatte 2205 cm³ Hubraum.